# Gotthelf Wilhelm Christoph Starke
Gotthelf Wilhelm Christoph Starke (auch: Starcke; * 9. Dezember 1762 in Bernburg; † 27. Oktober 1830 in Ballenstedt) war ein deutscher evangelisch-reformierter Theologe und Pädagoge.

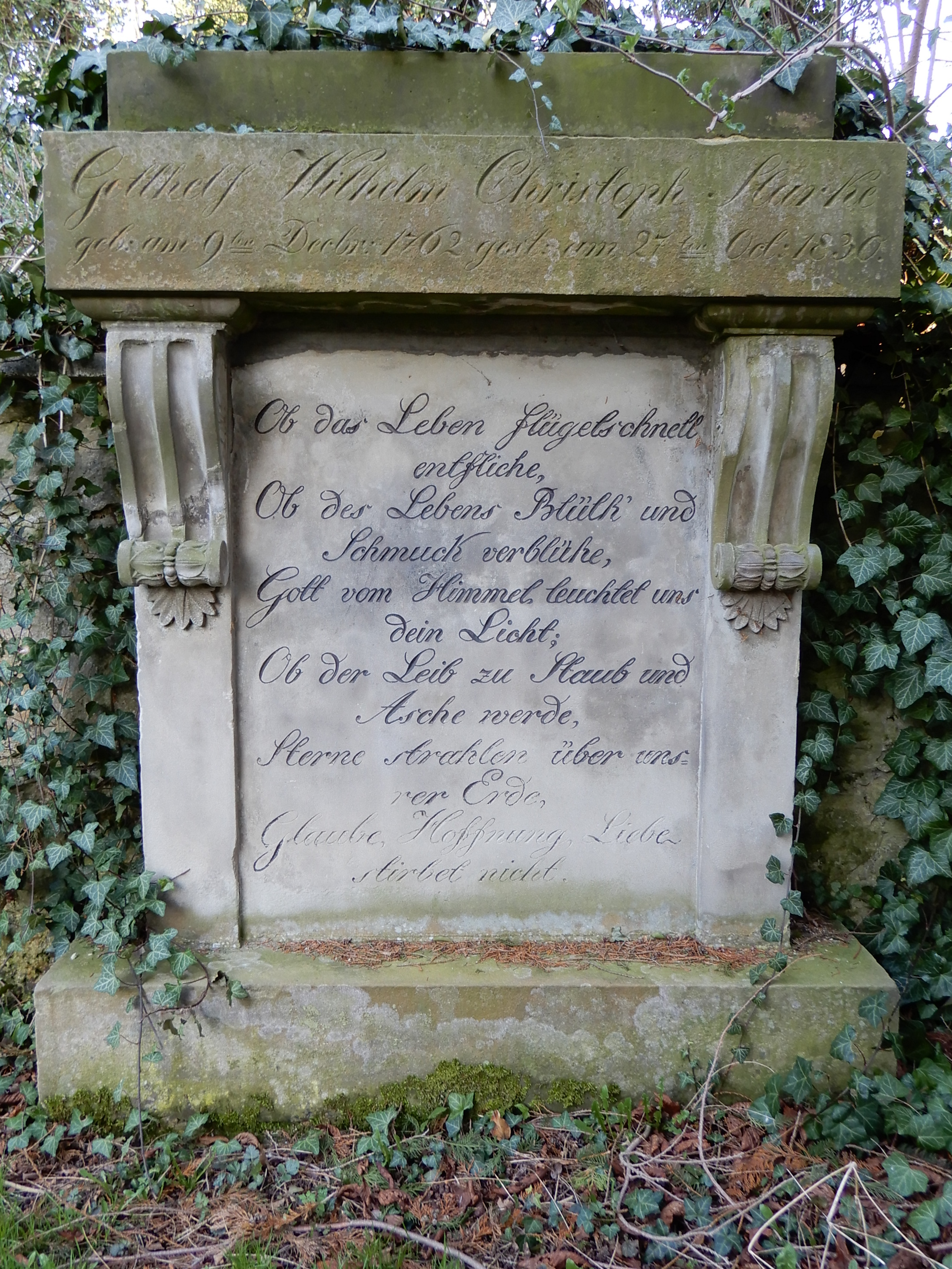
Grabmal in Ballenstedt

## Leben
Starke war ein Sohn des Superintendenten und Konsistorialrats Johann Christoph Starke (* 6. August 1726 in Ballenstedt; † 29. November 1771 in Bernburg) und dessen zweiter Frau Henriette Friedericke Sophie, Tochter des Pfarrers in Raguhn Emanuel Lebrecht Böhmer. Durch seine Herkunft war er religiös geprägt. Er besuchte die Stadtschule in seiner Geburtsstadt und ging mit 13 Jahren an das Gymnasium in Quedlinburg. Aus dieser Zeit stammen erste Aufsätze und Gedichte, die sich in seinem Nachlass fanden und die von großem Ernst und starker Empfindung zeugen.
1780 begann er an der Universität Halle das Theologiestudium. Als Student verfasste er metrische Übersetzungen aus dem Griechischen, Lateinischen und Italienischen, aber auch Aufsätze über Kunst und Literatur, und schulte damit seinen Stil.
1783 wurde er Lehrer an der Stadtschule in Bernburg, zwei Jahre später Konrektor und 1789 Rektor. Als engagierter Pädagoge hob er das Niveau der Schule. Daneben war er weiterhin schriftstellerisch tätig, größtenteils zu philologischen Themen. 1797 lehnte er Berufungen zum Rektor in Oldenburg sowie auf eine Predigerstelle in Hamburg ab. Dagegen nahm er im selben Jahr die Berufung zum Oberprediger in Bernburg an; er trat die Stelle 1798 an. 1799 wurde er Pfarrer in Rieder.
1801 reiste er nach Berlin, wo er Friedrich Schleiermacher, Wilhelm Abraham Teller, Friedrich Samuel Gottfried Sack, August Ferdinand Bernhardi, August Wilhelm Schlegel und andere bedeutende Persönlichkeiten der Zeit kennenlernte. 1802 folgte eine Reise nach Wörlitz und Zerbst, wo er Johann Christian Sintenis (1756–1829) begegnete, 1803 eine Reise nach Braunschweig, wo er mit Johann Joachim Eschenburg und Joachim Heinrich Campe Bekanntschaft schloss. 1804 reiste er über Hannover nach Bremen und 1806 nach Leipzig und Dresden.
Die militärischen Unruhen der Franzosenzeit beeinträchtigten auch sein Leben in Rieder. 1808 wurde er zum Oberhofprediger in Ballenstedt ernannt. In dieser Zeit hatte er eine bedrohliche Brusterkrankung. 1810 reiste er nach Gotha. 1817 leitete er die Trauung der Prinzessin Wilhelmine Louise von Anhalt-Bernburg, deren Lehrer er gewesen war, mit Prinz Friedrich von Preußen. Auch an der Erziehung des Erbprinzen Alexander Carl wirkte er mit.
Ab 1822 schwächte sich seine Gesundheit weiter. Ein Kuraufenthalt verschaffte ihm Linderung, sodass er seinen Amtspflichten fast uneingeschränkt nachkommen konnte. Im April 1827 erlitt er einen Schlaganfall. Er erholte sich so weit, dass er für einige Zeit wieder predigen und unterrichten konnte. Im Herbst 1829 wurde er in den Ruhestand versetzt. Bald darauf starb er an einem erneuten Schlaganfall.

## Wirken
Starke war ein geschätzter Prediger. Er hatte umfangreiche Kenntnisse der alten Sprachen und der wissenschaftlichen Theologie, jedoch war ihm die praktische Seelsorge wichtiger. 1820 befürwortete er in vier Predigten die Union zwischen der lutherischen und der reformierten Kirche. Zudem machte er sich als Kirchenlieddichter einen Namen. Einige seiner Lieder fanden zeitweise in Gesangbücher Aufnahme, setzten sich aber nicht durch. Außer zahlreichen Beiträgen zu Fachjournalen verfasste er auch einige Monografien.
Er war zu Lebzeiten verhältnismäßig bekannt, seine Schriften wurden ins Französische, Englische, Niederländische, Schwedische und Russische übersetzt.

## Werke
- Gedichte. Bernburg 1788
- Einige Gedanken über die Uebersetzung griechischer und römischer Dichter; nebst einzelnen Gedichten des Ovid, Mimnermus, Thogonis, Pindar, Baechylides und Simonides. Halle 1790
- Horaz'ens Brief über die Dichtkunst übersetzt. Halle 1791
- Nachtrag zu den Schriften über die fernere Beschäftigung studierender Jünglinge mit den Sprachen und Schriften der Alten. Bernburg 1792
- Gemälde aus dem häuslichen Leben. Berlin 1793–1798 4 Sammlungen, 2. Aufl. Braunschweig 1803 5. Sammlungen, 3. Aufl. Braunschweig 1827
- Ueber einige Gleichnisse des Homer. Bernburg 1793
- Progr. Fabularum paedagogicarum Lib. I-III. Bernburg 1794
- Vermischte Schriften. 1. Sammlung Gedichte und Reden enthaltend. Berlin 1796 (auch unter dem Titel Vermischte Freunde der Unterhaltung. Berlin 1796 (Online))
- Predigten. Berlin 1797
- Progr. Fabularum paedagogicarum per aliquot annos programmatum loco exhibtarum Mantissa. Bernburg 1797
- Vorschlag eines kleinen Hilfsmittels beim Unterricht im Lateinischen und Griechischen. Bernburg 1798
- Kleine Romanbibliothek, in Verbindung mit A. Lafontaine, Mademoiselle Levesque, Sophie Mereau und Karl Reinhard herausgegeben. Göttingen 1799–1801, 2. Jg. (auch unter dem Titel: Romancalender für die J. 1799–1801. Mit Kupfern.)
- Kirchenlieder. Halle 1804
- Lieder für unsere Zeit . . . 1813
- Predigt am Sonntage Palmarum den 11. April 1813: Gott ist den glaubenden Völkern nahe und den Vertrautenden Schutz und Hülfe. Berlin 1813
- Predigt bei der Feier der Kirchenverbesserung. Quedlinburg 1817
- Vier Predigten über die Vereinigung der evangelischen Christen. Quedlinburg 1820
- Predigten nebst einigen anderen Reden in der Schlosskirche zu Ballenstedt gehalten. Stuttgart 1828